# Ivano-Fracena
Ivano-Fracena is een gemeente in de Italiaanse provincie Trente (regio Trentino-Zuid-Tirol) en telt 289 inwoners (31-12-2004). De oppervlakte bedraagt 6,1 km², de bevolkingsdichtheid is 47 inwoners per km².

## Demografie
Ivano-Fracena telt ongeveer 107 huishoudens. Het aantal inwoners steeg in de periode 1991-2001 met 4,7% volgens cijfers uit de tienjaarlijkse volkstellingen van ISTAT.
| Jaar | Inwoneraantal |
| ---- | ------------- |
| 1991 | 279           |
| 2001 | 292           |

## Geografie
Ivano-Fracena grenst aan de volgende gemeenten: Pieve Tesino, Strigno, Ospedaletto, Villa Agnedo.